# Iphiaulax rugiceps
Iphiaulax rugiceps är en stekelart som först beskrevs av Cresson 1872.  Iphiaulax rugiceps ingår i släktet Iphiaulax och familjen bracksteklar. Inga underarter finns listade i Catalogue of Life.